# Jung Sang-jin
Jung Sang-jin (ur. 16 kwietnia 1984) – koreański lekkoatleta specjalizujący się w rzucie oszczepem.
W 2002 zdobył brązowy krążek mistrzostw świata juniorów oraz wygrał mistrzostwa Azji juniorów. Trzy lata później nie udało mu się awansować do finału uniwersjady, był czwarty na igrzyskach Azji Wschodniej oraz został w Incheon został wicemistrzem Azji. W 2007 uplasował się na dziewiątej lokacie uniwersjady i zdobył brąz kolejnej edycji azjatyckiego czempionatu. Po zajęciu ósmego miejsca na uniwersjadzie w Belgradzie (2009) odpadł w eliminacjach Podczas mistrzostw świata w Berlinie (2009). Wielokrotny medalista mistrzostw Korei Południowej.
Rekord życiowy: 82,05 (7 czerwca 2012, Daejeon).

## Osiągnięcia
| Rok  | Impreza                     | Miejsce  | Pozycja           | Wynik |
| ---- | --------------------------- | -------- | ----------------- | ----- |
| 2002 | Mistrzostwa świata juniorów | Kingston | 3. miejsce        | 73,99 |
| 2002 | Mistrzostwa Azji juniorów   | Bangkok  | 1. miejsce        | 75,36 |
| 2005 | Uniwersjada                 | Izmir    | el. – 17. miejsce | 69,55 |
| 2005 | Mistrzostwa Azji            | Inczon   | 2. miejsce        | 76,85 |
| 2005 | Igrzyska Azji Wschodniej    | Makau    | 4. miejsce        | 75,33 |
| 2007 | Mistrzostwa Azji            | Amman    | 3. miejsce        | 70,95 |
| 2007 | Uniwersjada                 | Bangkok  | 9. miejsce        | 74,22 |
| 2009 | Uniwersjada                 | Belgrad  | 8. miejsce        | 76,15 |
| 2009 | Mistrzostwa świata          | Berlin   | el. – 36. miejsce | 72,80 |
| 2009 | Mistrzostwa Azji            | Kanton   | 6. miejsce        | 73,34 |
| 2010 | Igrzyska azjatyckie         | Kanton   | 9. miejsce        | 71,59 |
| 2011 | Mistrzostwa świata          | Daegu    | el. – 34. miejsce | 72,03 |
| 2012 | Igrzyska olimpijskie        | Londyn   | el. – 31. miejsce | 76,37 |